# Niklaus Sprüngli

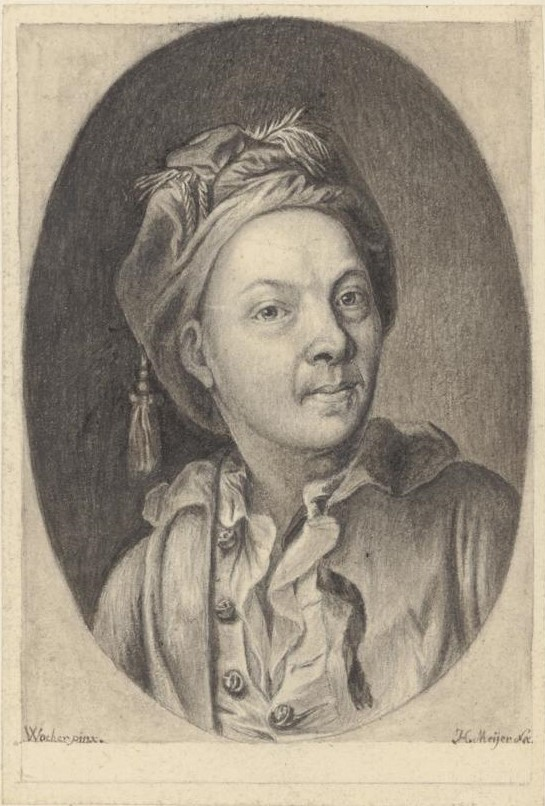
Niklaus Sprüngli, Bildnis von Tiberius Dominikus Wocher (um 1773)

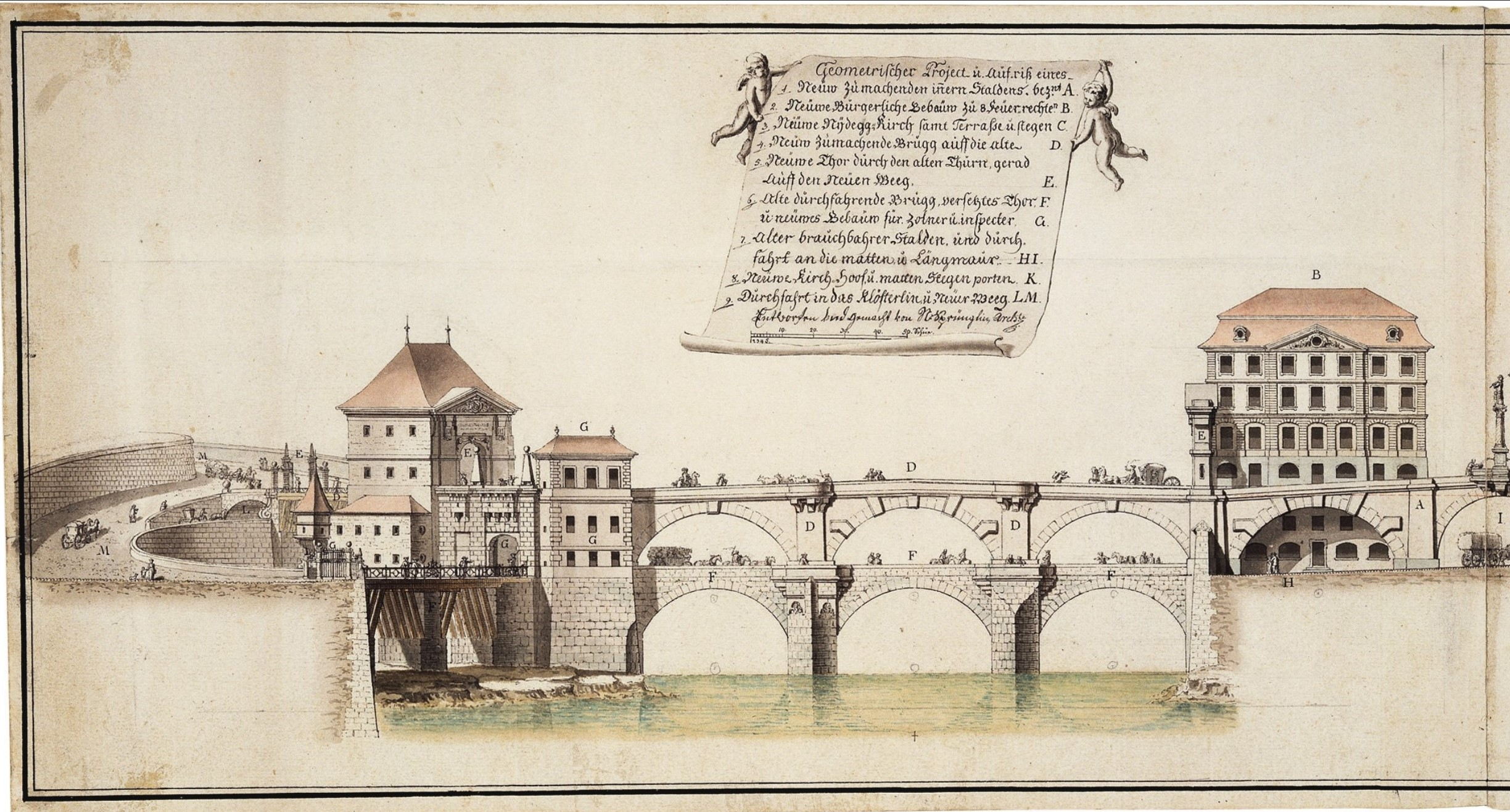
Bern, Korrektur des Nydeggstaldes, Aufriss des ersten Projekts (1759)

Sankt-Petersinsel, Pavillon, kolorierte Umrissradierung (1786)

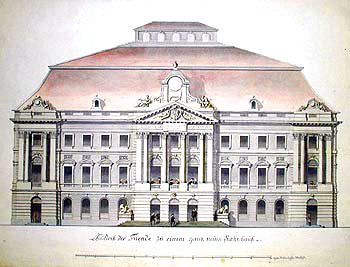
Neubauprojekt für das Berner Rathaus, 1787/88 (nicht realisiert)

Niklaus Sprüngli (getauft am 6. September 1725 in St. Stephan BE; † 8. Dezember 1802 in Bern) war ein Schweizer Architekt und Zeichner.

## Leben
Sprüngli war der Sohn des Pfarrers Samuel Sprüngli (1688–1771) und der Anna Maria Heggi. Er war in erster Ehe mit Judith Elisabeth Steck (1727–1769) und in zweiter Ehe mit Elisabeth Tschiffeli (1733–1802), einer Schwester von Johann Rudolf Tschiffeli, verheiratet. Niklaus Sprüngli begann 1741 beim Münsterwerkmeister Johann Jakob Jenner eine Lehre und weilte 1746 bis 1755 in Paris, wo er sich nach eigenen Angaben bei Jacques-François Blondel weiterbildete und 1754 am Akademiewettbewerb Prix de Rome eine Auszeichnung mit einer Medaille gewann. Gemeinsam mit dem französisch-italienischen Feuerwerker und Bühnenarchitekten Giovanni Niccolò Servandoni (1695–1766) reiste er nach London und nach Dresden, Berlin und Potsdam. Um 1756 hatte er sich möglicherweise in Bern niedergelassen, wo er Projekte für das Zeughaus und die Staldensanierung ausarbeitete, die allerdings nicht realisiert wurden. Nach 1757 beauftragte ihn die bernische Obrigkeit mit zahlreichen Neubauten und Renovationen wie Kirchen, Pfarrhäuser, Landvogteisitze, Pfrundscheunen, einige Brücken und Wasserschutzbauten in der gesamten Stadt und Republik Bern. 1764 bekleidete Sprüngli im Äusseren Stand das Amt des Bauherrn von Burgern. In Jahren 1766 bis 1767 entstanden in Bern die Hauptwache und 1767 bis 1770 das Hôtel de Musique, zwei seiner Hauptwerke. 1770 bestimmte ihn das Los zum Steinwerkmeister der Äusseren Hütte. Als Steinwerkmeister reparierte und plante er ab 1770 staatliche Bauten. In den Jahren 1773 bis 1775 entstand die 1909 abgetragene Bibliotheksgalerie. 1796 wurde er zum Münsterwerkmeister gewählt.
Als Bauten für private Auftraggeber sind ein um 1774 entstandener Gartenentwurf für das Schloss Ebenrain bei Sissach und die beiden um 1765 zu datierenden Pavillons des Kleehofs bei Kirchberg gesichert. Noch zu Lebzeiten wurde er bereits in der «Geschichte der besten Künstler in der Schweitz» von Johann Caspar Füssli (1706–1782) aufgeführt. Sprüngli entwarf mehrere Architekturphantasien und im Alter zahlreiche Landschaftsveduten, die teilweise im Druck erschienen. Der Berner Architekt und Denkmalpfleger Bernhard Furrer bezeichnete Niklaus Sprüngli und Albrecht Stürler als die beiden wichtigsten Berner Architekten des Spätbarock.

## Archive
- Kirchberg, Kleehof, Anbau von zwei Pavillons an das bestehende Herrenhaus, Grundriss, Fassaden (1763–1765), AA 1815 Kirchberg im Katalog des Staatsarchivs Bern.
- Architekturphantasie, oktogonaler Platz mit der Statue Friedrich des Grossen (1768–1769), AA III 1231 Bern im Katalog des Staatsarchivs Bern.
- Bern, Rathausprojekt Sprüngli (1787–1788), Atlanten 246 Bern im Katalog des Staatsarchivs Bern.
- Krauchthal, Thorberg, Schlossscheune, Längsfassade (um 1785), AA 1780 Thorberg im Katalog des Staatsarchivs Bern.
- Krauchthal, Thorberg, Schlossscheune, Grundriss (um 1785), AA 1781 Thorberg im Katalog des Staatsarchivs Bern.
- Streubestände in der Burgerbibliothek Bern